# 木曽一
木曽 一（きそ はじめ、1978年11月7日 - ）は、日本のラグビー選手。

## プロフィール
- 大阪府三島郡島本町出身。
- ポジションはロック(LO)、ナンバーエイト(No8)、フランカー(FL)。
- 身長 195cm、体重 105kg
- 日本代表キャップは32。（2015年9月現在）
- ニックネームはきそいち、そっさん、はじめちゃん。

## 人物
小学生の時、父親の勧めで島本ラグビースクールに入学したことがラグビーをはじめた契機だった。
- 三島高校3年時に高校日本代表に選出され、スコットランド遠征に参加。

- 立命館大学理工学部情報学科卒業。

ヤマハ発動機ジュビロ、ニュージーランド州代表選手権のノース・ハーバー、NTTコミュニケーションズシャイニングアークスを経て、日本IBMビッグブルーに所属した。
1999年・2003年・2007年ワールドカップ日本代表メンバー。
2001年・2005年ワールドカップセブンズ7人制日本代表メンバーも経験。